# Bunium microcarpum
Bunium microcarpum là một loài thực vật có hoa trong họ Hoa tán. Loài này được (Boiss.) Freyn & Bornm. mô tả khoa học đầu tiên năm 1891.